# Eegje Schoo
Eegje Marjolijn Schoo (Amsterdam, 10 juni 1944) is een Nederlandse voormalige politica, onderwijzeres en diplomate.
Ze was vanaf maart 1981 voorzitter van de Emancipatieraad en werd in 1982, vrij verrassend, voor de VVD minister voor Ontwikkelingssamenwerking in het eerste kabinet-Lubbers, nadat zij eerst was getipt als staatssecretaris voor emancipatiezaken. Ze speelde als minister geen opvallende rol, al bracht zij een nota over herijking van het ontwikkelingssamenwerkingsbeleid uit.
Zij was voordien werkzaam op een school voor slechthorende kinderen en bij een studiecentrum voor onderwijsvernieuwing. Schoo werd na haar ministerschap en een kort Kamerlidmaatschap buitengewoon en gevolmachtigd ambassadeur in India (1987-1991) en was daarna actief bij een stichting die culturele uitwisseling tussen Nederland en India bevorderde (Foundation for Indian Artists). Schoo was van 2002 tot 2006 lid van de permanente commissie Ontwikkelingssamenwerking van de A.I.V. (Adviesraad Internationale Vraagstukken).
Schoo was van 1970 tot diens overlijden in 2022 getrouwd met Arie Pais, die eerder minister van Onderwijs was. Samen vormden zij zo het eerste 'ministeriële' echtpaar. Zij is een zus van de journalist Hendrik Jan Schoo.
- International Standard Name Identifier: 0000 0003 9372 8342
- Nederlandse Thesaurus van Auteursnamen: 068301928
- Parlement.com: vg09llnkd0zd
- Virtual International Authority File: 288053578
- WorldCat: E39PBJyRxXcctmj73MyxWFgR8C